# Chmelinec
Chmelinec je přírodní památka na jižním okraji obce Vyškovec v okrese Uherské Hradiště. Důvodem ochrany je bohatá luční lokalita prstnatce májového (Dactylorhiza majalis) a kruštíku bahenního (Epipactis palustris).